# アルノルト・ツヴァイク

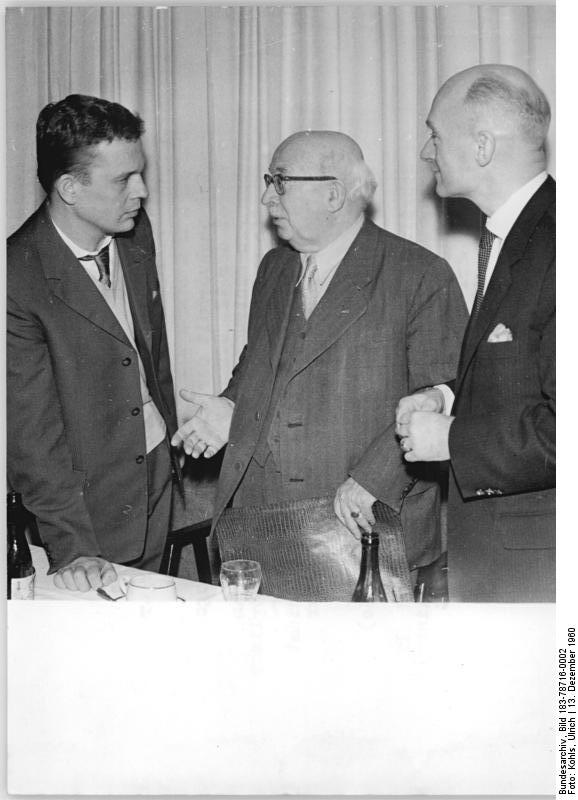
中央がツヴァイク（1960年）

アルノルト・ツヴァイク（Arnold Zweig, 1887年11月10日 - 1968年11月26日）は、ドイツの小説家。
シレジアのグローガウ（現在のポーランド・グウォグフ）にユダヤ系の馬具師の子として生まれた。ブレスラウ大学に学び、第一次世界大戦に従軍。大戦後に本格的な創作活動を開始する傍ら親交のあったマルティン・ブーバーの影響でシオニズムに接近、ナチスが政権を握ると出国しヨーロッパ各地を転々とした後1934年にパレスチナ（イスラエル）のハイファに移り住む。だが、現地ユダヤ人との軋轢から1948年に東ドイツへ戻り、小説家と平和運動家として活動した。
東ベルリンで死去。81歳没。

## 作品
- Novellen um Claudia, 1912
- Ritualmord in Ungarn (Tragödie), 1915
- Caliban oder Politik und Leidenschaft, 1926
- Der Streit um den Sergeanten Grischa / The Case of Sergeant Grischa, 1927
- Junge Frau von 1914 / Young Woman of 1914, 1931
- De Vriendt kehrt heim, 1932
- Bilanz der deutschen Judenheit, 1934
- Erziehung vor Verdun / Education before Verdun, 1935
- Einsetzung eines Königs, 1937
- Das Beil von Wandsbeck / The Axe of Wandsbek, 1947 - de:Altonaer Blutsonntag
- Die Feuerpause, 1954
- Die Zeit ist reif / The Time is Ripe, 1957

### 日本語訳
- 西欧伝説・大食漢・幻想交響曲（長橋芙美子訳、講談社、1976年=世界文学全集第94巻のなか）

- アルノルト・ツヴァイクの著作およびアルノルト・ツヴァイクを主題とする文献 - ドイツ国立図書館の蔵書目録（ドイツ語）より。
- Biografie beim LeMO
- Kommentierte Linksammlung